# Джудіт Каррі
Джу́діт А. Ка́ррі (англ. Judith A. Curry; нар. 1953) — американська кліматолог і колишня керівниця Школи Землі і атмосферних наук у Технологічному інституті Джорджії. Серед її наукових інтересів: тропічні циклони, дистанційне зондування Землі, атмосферне моделювання, полярний клімат, взаємодія між океаном і атмосферою, а також використання безпілотних літальних апаратів для дослідження атмосфери. Є членом Комітету з дослідження клімату в Національній дослідницькій раді.
Є співавтором Термодинаміки атмосфер і океанів (1999) (англ. Thermodynamics of Atmospheres and Oceans) і співредактором Енциклопедії атмосферних наук (2002) (англ. Encyclopedia of Atmospheric Sciences), а також більш як 140 наукових робіт. Серед її нагород Henry G. Houghton Research Award від Американського метеорологічного товариства, яку вона отримала 1992 року.
Що стосується зміни клімату, то Каррі вважає, що при прогнозування майбутніх кліматичних сценаріїв звіти МГЕЗК зазвичай нехтують тим, що вона називає «монстром невизначеності». Каррі також веде науково-популярний блог, в якому пише на теми, які пов'язані з наукою про клімат, а також про взаємодію науки і політики.

## Освіта
1974 року Каррі закінчила з пошаною Університет Північного Іллінойсу здобувши ступінь бакалавра наук з географії. 1982 року в Чиказькому університеті здобула ступінь доктора філософії в галузі наук про Землю.

## Кар'єра
Професор і колишня керівниця Школи Землі й атмосферних наук у Технологічному інституті Джорджії, яку вона очолювала з 2002 по 2013 рік. Входить до складу Підкомітету з наук про Землю Консультативної ради НАСА, чия місія полягає у наданні консультацій та рекомендацій для НАСА щодо пріоритетних програм і політик. Вона є новим членом робочої групи з клімату НУОАД і колишнім членом Ради з космічних досліджень і Робочої групи з питань клімату в національній АН.
Колишній професор атмосферних і океанічних наук в Колорадського університету в Боулдері і перебувала на посаді викладача в Університеті штату Пенсильванія, Університеті Пердью, а також Університеті Вісконсин-Медісон. Була активною в дослідженні можливого зв'язку між інтенсивністю тропічних циклонів і глобальним потеплінням. Її дослідницька група також провела дослідження, що пов'язує розмір ураганів із сумарною шкодою. Це дослідження показало, що, серед іншого, розмір ураганів є важливим чинником у визначенні кількості породжених системою торнадо.
Співавтор Термодинаміки атмосфер і океанів (1999) (англ. Thermodynamics of Atmospheres and Oceans) і співредактор Енциклопедії атмосферних наук (2002) (англ. Encyclopedia of Atmospheric Sciences). Опублікувала понад 130 наукових робіт peer reviewed. Серед її нагород Henry G. Houghton Research Award за 1992 рік від Американського метеорологічного товариства.

### Зміна клімату
Хоча Джудіт Каррі й підтримує наукову думку щодо зміни клімату, але стверджує, що кліматологи повинні сприймати дружелюбніше тих, хто скептично ставиться до наукового консенсусу щодо зміни клімату. Каррі заявила, що її турбує те, що вона називає «племінним характером» частини наукової кліматичної спільноти, і, що вона бачить намагання стати на заваді вільного поширення даних та їх аналізу для проведення незалежної оцінки.
2013 року Каррі свідчила перед підкомітетом з навколишнього середовища Палати представників, зупинившись на багатьох великих невизначеностях у прогнозуванні майбутнього клімату.
У жовтні 2014 року написала публіцистичну працю для Уолл-стріт джорнел, в якій стверджувала, що антропогенне потепління в кінці 21-го століття має бути меншим, ніж рівень «небезпеки» 2 °C, за винятком найбільш екстремального сценарію викидів МГЕЗК, тоді як сама МГЕЗК зробила суворіший прогноз потепління 2 °C до 2040 року.